# Madeline à Paris

Madeline à Paris (titre original : Madeline : Lost in Paris) est un film d'animation américain réalisé par Marija Miletic Dail, sorti en 1999.

## Origine
Ludwig Bemelmans, célèbre peintre américain, a édité six histoires de Madeline dans sa vie, et un septième de 1939 a été découvert et édité à titre posthume.
1. La délivrance de Madeline, 1953 : Madeline est délivrée par un chien (plus tard appelé Geneviève).

Gagnant de la médaille de Caldecott de 1954.
1. Madeline et le mauvais chapeau , 1956 :
2. Madeline et les bohémiens , 1959 : Madeline et Pepito ont une aventure dans un cirque gitan.
3. Madeline à Londres , 1961 : Pepito se déplace à Londres, Madeline et les filles vont lui rendre visite.
4. Le Noël de Madeline, 1985 : Toutes dans la maison ont un rhume sauf Madeline. (D'abord édité dans le de McCall de 1956 ).
5. Madeline en Amérique et d'autres contes de vacances : Madeline hérite d'une fortune de son riche arrière-grand-père américain.

Le livre indique également le nom de famille de Madeline, qui est Fogg, comme en Madeline Fogg. 

## Synopsis
Madeline est une pauvre petite fille vivant dans un internat à Paris avec ses onze camarades. Son rêve le plus cher, c'est d'avoir une famille, alors que ses parents sont décédés. Un jour ce rêve devient réalité quand une lettre arrive à son école. Cette lettre vient de son oncle viennois, M. Horst. Quelques jours plus tard son oncle rend visite à son école.
Il offre des cadeaux à Madeline et à tous ses camarades, avant de dire à Mlle Clara Clavel, l'enseignante, qu'il a été nommé tuteur légal de Madeline. Présentant les documents légaux, il annonce son intention d'emmener sa nièce avec lui à Vienne, où elle intégrera une nouvelle école.
Ce soir-là M. Horst essaie de convaincre sa nièce que l'école viennoise est meilleure que son école actuelle, à tous points de vue. Il dit que dans sa nouvelle classe il y aura des princesses et des duchesses. Avant de retourner à son hôtel le Baron Coucouface (le directeur de l'école) lui rappelle l'héritage de Madeline, dont M. Horst lui promet qu'il sera responsable.
Le lendemain matin M. Horst retourne à l'école pour aller chercher sa nièce. Mais au lieu de l'emmener vers l'Autriche, il prend le métro. Ils arrivent à l'autre côté de la ville de Paris, dans un quartier pauvre et déplaisant. Dans le métro M. Horst force sa nièce à abandonner le chien, Geneviève. Son comportement commence à devenir de plus en plus menaçant et suspect. Madeline se rend compte que cet homme n'est pas son oncle, mais plutôt un ravisseur. Elle décide de lâcher les perles de son collier pour faire une piste, pour que ses amies puissent la retrouver.
Son "oncle" l'emmène dans un magasin de dentelles. C'est là qu'il révèle qu'il n'est pas son oncle, ni Viennois. Son vrai nom est en fait Henri, un acteur français qui ne sait faire qu'imiter des accents. Cette compétence lui a permis d'imiter l'accent viennois pour tromper Mlle Clavel et Madeline.
Il est l'assistant de Madame La Croque, une ancienne danseuse qui dirige le magasin, dont le sous-sol est un atelier de lacets. Dans le sous-sol il y a plusieurs jeunes filles pauvres et orphelines qui sont leurs esclaves. L'une d'entre elles s'appelle Fifi, et elle se lie d'amitié avec Madeline. Les documents de tutelle sont en fait falsifiés par Madame La Croque, et les deux malfaiteurs ont l'intention de voler l'argent de la famille de Madeline alors qu'elle travaille pour eux. 
Madame La Croque est cruelle, sévère, infâme et abusive. Les filles sont punies régulièrement par des coupes de cheveux pour avoir désobéi ou travaillé trop lentement. Elle emprisonne Madeline dans une chambre pour avoir défendu Fifi. Les filles décident de planifier une évasion. Malheureusement, Madame La Croque les attrape et inflige une coupe de cheveux à Madeline.
Pépito, le fils de l'ambassadeur espagnol, essaie de donner un cadeau à Madeline. Mademoiselle Clavel et les camarades de Madeline vont à la gare avec lui, où elles découvrent que M. Horst et Madeline n'ont pas pris l'Orient-Express, et elles retrouvent aussi leur chien, Geneviève, dans le métro. Mlle Clavel décide de contacter la police.
La police et Mlle Clavel voient Henri déambuler dans les rues, il répète qu'il n'a rien à voir avec l'enlèvement de Madeline, mais Mlle Clavel prouve que c'est bien lui en montrant aux policiers sa valise qui contient tous les biens de Madeline. Henri est forcé de leur montrer où il a enfermé Madeline.
En suivant la piste des perles, Pepito et les élèves de Mlle Clavel arrivent au magasin de Madame La Croque. Pepito utilise sa tête rétrécie pour distraire et effrayer Madame La Croque. La dame tombe au sol, lâchant sa clé et ses ciseaux. Les esclaves attrapent Madame La Croque et Henri avec des rouleaux de dentelles, puis ces derniers sont interpellés par la police et envoyés en prison.
Madeline reçoit une grande récompense pour son courage. Elle utilise l'argent pour ouvrir une nouvelle école pour les autres esclaves de Madame La Croque.

## Fiche technique
- Titre original : Madeline : Lost in Paris
- Réalisation : Marija Miletic Dail
- Scénario : d’après l’œuvre de Ludwig Bemelmans
- Production : Dic Entertainment
- Distribution : Walt Disney Home Entertainment aux États-Unis, UFG en France
- Origine : États-Unis - Couleurs - 82 min
- Sortie DVD : 3 août 1999 aux États-Unis, 10 décembre 2002 en France

## Distribution

### Voix originales
- Christopher Plummer : Le narrateur
- Jason Alexander : Oncle Henri Horst
- Lauren Bacall : Madame La Croque

### Voix françaises
- Hélène Bizot : Pépito
- Florence Dumortier : Mlle Clavell
- Cathy Cerda : Madame La Croque

### Voix chantées françaises
- Virginie Henry : Madeline
- Clara Boulanger : chœurs